# الجزيئات في النجوم
الجزيئات النجمية هي جزيئات موجودة أو تتشكل في النجوم. يمكن أن تحدث مثل هذه التكوينات عندما تكون درجة الحرارة منخفضة بما يكفي لتكوين الجزيئات، عادة حوالي 6000 كلفن. وإلا فإن المادة النجمية تقتصر على الذرات (العناصر الكيميائية) على شكل غاز عند درجات حرارة عالية البلازما.

## خلفية
يتكون الخام من الذرات (التي تتكون من البروتونات والجسيمات دون الذرية الأخرى). عندما تكون البيئة مناسبة، يمكن للذرات أن تتحد معًا وتشكل جزيئات، مما يؤدي إلى ظهور معظم المواد التي تمت دراستها في علم المواد. لكن بعض البيئات كدرجات الحرارة المرتفعة لا تسمح للذرات بتكوين جزيئات. النجوم لها درجات حرارة عالية جدًا خاصة في داخلها، وبالتالي هناك القليل من الجزيئات المتكونة في النجوم. لهذا السبب لن يكون لدى الكيميائي العادي (الذي يدرس الذرات والجزيئات) الكثير ليدرسه في النجم، لذلك يتم شرح النجوم بشكل أفضل من قبل علماء الفيزياء الفلكية أو علماء الكيمياء الفلكية. ومع ذلك فإن الوفرة المنخفضة من الجزيئات في النجوم لا تعني عدم وجود جزيئات على الإطلاق.
بحلول منتصف القرن الثامن عشر، إعتقد العلماء أن مصدر ضوء الشمس هو التوهج وليس الإحتراق.

## الدليل والبحث
على الرغم من أن الشمس نجمة؛ إلا أن الغلاف الضوئي لها درجة حرارة منخفضة بما يكفي تبلغ 6,000 ك (5,730 °م؛ 10,340 °ف)، وبالتالي يمكن أن تتشكل الجزيئات. تم العثور على الماء في كوكب الشمس، وهناك دليل على وجود H 2 في الغلاف الجوي النجمي القزم الأبيض.
تتضمن النجوم الأكثر برودة أطياف نطاق الامتصاص التي تتميز بها الجزيئات. تم العثور على نطاقات امتصاص مماثلة في بقع الشمس وهي مناطق أكثر برودة على الشمس. تشمل الجزيئات الموجودة في الشمس MgH وCaH وFeH وCrH وNaH وOH وSiH وVO وTiO . تشمل الأنواع الأخرى CN CH و MgF و NH وC > و SrF وأول أكسيد الزركونيوم وYO وScO وBH.
يمكن أن تحتوي معظم أنواع النجوم على جزيئات، حتى فئة Ap من نجوم الفئة A، والنجوم الأكثر سخونة من فئة O و B و A ليس لديها جزيئات يمكن إكتشافها. كما أن الأقزام البيضاء غنية بالكربون، على الرغم من سخونتها الشديدة، لها خطوط طيفية من C > وCH.

### القياسات المعملية
يتم إجراء قياسات الجزيئات البسيطة التي يمكن العثور عليها في النجوم في المختبرات لتحديد الأطوال الموجية لخطوط الأطياف. من المهم أيضًا قياس طاقة التفكك وقوة المذبذب (مدى قوة تفاعل الجزيء مع الإشعاع الكهرومغناطيسي). يتم إدخال هذه القياسات في صيغة يمكنها حساب الطيف تحت ظروف مختلفة من الضغط ودرجة الحرارة. ومع ذلك غالبًا ما تختلف الظروف التي من صنع الإنسان عن تلك الموجودة في النجوم، لأنه من الصعب تحقيق درجات الحرارة، كما أن التوازن الحراري المحلي كما هو موجود في النجوم غير محتمل. عادةً ما تكون دقة قوة المذبذب والقياس الفعلي لطاقة التفكك تقريبية فقط.

### الجو النموذجي
سيحسب النموذج العددي للغلاف الجوي للنجم الضغوط ودرجات الحرارة على أعماق مختلفة، ويمكنه التنبؤ بالطيف لتركيزات العناصر المختلفة.

## تطبيق
يمكن استخدام الجزيئات في النجوم لتحديد بعض خصائص النجم. يمكن تحديد التركيب النظيري إذا لوحظت الخطوط في الطيف الجزيئي. تسبب الكتل المختلفة للنظائر المختلفة إختلافًا كبيرًا في ترددات الإهتزاز والدوران، ويمكن تحديد درجة الحرارة، حيث ستغير درجة الحرارة عدد الجزيئات في حالات الإهتزاز والدوران المختلفة. بعض الجزيئات حساسة لنسبة العناصر، وبالتالي تشير إلى التكوين الأولي للنجم. تختلف الجزيئات المختلفة عن أنواع مختلفة من النجوم وتستخدم لتصنيفها. نظرًا لإمكانية وجود العديد من الخطوط الطيفية ذات القوة المختلفة، يمكن تحديد الظروف على أعماق مختلفة في النجم. تتضمن هذه الظروف درجة الحرارة والسرعة اتجاه المراقب أو بعيدًا عنه.

## كشف
تم اكتشاف الجزيئات التالية في أجواء النجوم:
| مركب | تعيين                 |
| ---- | --------------------- |
| AlH  | مونوهيدريد الألومنيوم |
| Alo  | أول أكسيد الألومنيوم  |
| C2   | الكربون ثنائي الذرة   |
| CH   | كاربين                |
| CN   | السيانيد              |
| CO   | أول أكسيد الكربون     |
| CaCl | كلوريد الكالسيوم      |
| CaH  | مونوهيدريد الكالسيوم  |
| CEH  | مونوهيدريد السيريوم   |
| CeO  | أول أكسيد السيريوم    |
| CoH  | هيدريد الكوبالت       |
| CrH  | هيدريد الكروم         |
| CuH  | هيدريد النحاس         |
| FeH  | هيدريد الحديد         |
| HCl  | كلوريد الهيدروجين     |
| HF   | فلوريد الهيدروجين     |
| H 2  | الهيدروجين الجزيئي    |
| LaO  | أكسيد اللانثانم       |
| MgH  | مونوهيدريد المغنيسيوم |
| MgO  | أكسيد المغنيسيوم      |
| NH   | ايميدوجين             |
| NiH  | هيدريد النيكل         |
| OH   | هيدروكسيد             |
| SCO  | أكسيد سكانديوم        |
| SiH  | مونوهيدريد السيليكون  |
| SiO  | أول أكسيد السيليكون   |
| TiO  | أكسيد التيتانيوم      |
| Yo   | أكسيد الفاناديوم      |
| ZnH  | أكسيد الإيتريوم       |
| ZnH  | هيدريد الزنك          |
| ZrO  | أكسيد الزركونيوم      |

| مركب  | تعيين                |
| ----- | -------------------- |
| C3    |                      |
| HCN   | سيانيد الهيدروجين    |
| C 2 H | إيثينيل راديكالي     |
| CO 2  | ثاني أكسيد الكربون   |
| SiC2  | كربيد السيليكون      |
| CaNC  | إيزوسيانيد الكالسيوم |
| CaOH  | هيدروكسيد الكالسيوم  |
| H 2 O | ماء                  |

| مركب    | تعيين      |
| ------- | ---------- |
| C 2 H 2 | الأسيتيلين |